# Alfons Czibulka
Alfons Czibulka (Kirchdrauf, 14 mei 1842 – Wenen, 27 oktober 1894) was een Oostenrijks-Hongaars dirigent en componist.

## Biografie
Czibulka was dirigent van de Franse Opera in Odessa en het Nationaltheater in Innsbrück (1865). Tevens was hij naast Franz von Suppé de tweede dirigent van het orkest van het Carltheater in Wenen. Van 1866 tot 1869 was Czibulka dirigent van het militair orkest van het Oostenrijks-Hongaars 17e infanterieregiment gelegen in Bolzano; het jaar daarop van het 23e eregiment in Peterwardein en het jaar daar weer op van het 20e in Krakau. Hij kreeg vanaf 1872 tot 1880 de leiding over het 25e regiment, dat gelegen was rondom Praag. Hij won in 1880 met zijn orkest een internationaal concours voor militaire orkesten, gehouden in Brussel . Hij voerde toen zijn eigen Stephanie-gavotte  (opus 312) uit, genoemd naar de Belgische prinses Stephanie, die toen verloofd was en later trouwde  met Rudolf van Oostenrijk. Het werd destijds een van de populairste stukken binnen het genre salonmuziek. Van 1880 tot 1883 was Czibulka terug te vinden bij het regimentsorkest (44e) in Triëst. Daarna kon hij terug naar Wenen om daar van 1883 tot 1887 op de bok te staan. Hij gaf daar samen met Carl Czerny (niet de beroemde Carl Czerny)  zogenaamde componistenavonden. Daarna begon hij te dirigeren bij burgerorkesten zoals de orkest van het Concerthuis Flora in Hamburg (1889), maar daarna keerde hij terug naar het militair orkest van Wenen, in dit geval het 19e.
Alfons Czibulka lig begraven op het Wiener Zentralfriedhof te Wenen. In Wenen is een straat naar hem genoemd, de Czibulkagasse.

## Werken
Czibulka zou aan de hand van zijn opuslijst zo’n 400 werken/werkjes te hebben geschreven, maar slechts weinige zijn daarvan in de 21e eeuw teruggevonden. Wel bekend is dat An Dich!, een wals-serenade uit 1894, drager van zijn opusnummer 390, zijn laatste bijdrage is in de compositiereeks. Veel van zijn werk is terug te vinden in de muziekverzameling van bibliotheek van het Weense raadhuis.
Zijn operette Pfingsten (Pinksteren) ging in 1884 in première in Florence om vervolgens een zegetocht over de wereld te houden tot aan de Verenigde Staten aan toe. Ook de operette Der Glücksitter uit 1887 kreeg ook enige opvoeringen. In het compact disctijdperk is slechts een handvol werkjes verkrijgbaar.
- Bibsys: 3105005
- Biblioteca Nacional de España: XX1168886
- Bibliothèque nationale de France: cb139728875 (data)
- Gemeinsame Normdatei: 116779128
- International Standard Name Identifier: 0000 0001 0867 5190
- Library of Congress Control Number: no90014720
- Nationale Bibliotheek van Letland: 000037961
- MusicBrainz: 68909ad3-fc4f-4e5c-a232-f74ec3a20e86
- Nationale Bibliotheek van Tsjechië: jx20070329001
- Nationale Bibliotheek van Israël: 987007260014705171
- Nationale Bibliotheek van Polen: a0000001261875
- Nederlandse Thesaurus van Auteursnamen: 071704833
- Istituto Centrale per il Catalogo Unico: CUBV050438
- SNAC: w6pc3d4q
- Système universitaire de documentation: 125703244
- Trove: 1195815
- Virtual International Authority File: 7581833
- WorldCat: E39PBJr7XHbJYW6bG7wtJ7kkXd